# 縣道203號
縣道203號（馬公－外垵），是位於臺灣澎湖縣的一條縣道，東起馬公市馬公市區，往北逆時針經湖西鄉、白沙鄉，西迄西嶼鄉外垵，全長共計36.297公里（公路總局資料），是澎湖縣道系統中里程最長者。

## 行經行政區域
全線均位於澎湖縣境內。
| 馬公市 | 馬公市區 | 0.000  | 中正路 惠安路      | 公路起點   |
| 馬公市 | 馬公市區 | 0.731  | 縣道205號          | 與共線起點 |
| 馬公市 | 馬公市區 | －     | 縣道205號          | 與共線終點 |
| 馬公市 | 埔仔尾   | －     | 澎33線             |            |
| 馬公市 | 朝陽     | －     | 澎30線             | 終點       |
| 馬公市 | 朝陽     | 2.465  | 縣道204號 · 澎31線 | 起點 終點  |
| 馬公市 | 東衛     | －     | 澎22線             | 起點       |
| 馬公市 | 東衛     | 4.208  | 縣道202號          | 起點       |
| 馬公市 | 安宅     | －     | 澎39線             | 起點       |
| 湖西鄉 | 許家     | －     | 澎12線             | 起點       |
| 湖西鄉 | 鼎灣     | －     | 澎11線             | 起點       |
| 湖西鄉 | 鼎灣     | －     | 澎12線             | 0          |
| 湖西鄉 | 潭邊     | －     | 澎12線             | 0          |
| 湖西鄉 | 中西     | 8.672  | （地區道路）       |            |
| 8.672  |          |        |                    |            |
| 白沙鄉 | 中屯     | 9.394  | （地區道路）       |            |
| 白沙鄉 | 10.765   |        |                    |            |
| 白沙鄉 | 講美     | －     | 澎10線             | 起點       |
| 白沙鄉 | 鎮海     | 13.437 | 澎8線              | 起點       |
| 白沙鄉 | 港子     | －     | 澎9-1線            |            |
| 白沙鄉 | 岐頭     | －     | 澎9-1線            |            |
| 白沙鄉 | 小赤崁   | －     | 澎9-1線            |            |
| 白沙鄉 | 大赤崁   | －     | 澎9-1線            | 終點       |
| 白沙鄉 | 大赤崁   | －     | 澎9線              | 終點       |
| 白沙鄉 | 大赤崁   | 16.061 | 澎7線              | 起點       |
| 白沙鄉 | 後寮     | －     | 澎8線              |            |
| 白沙鄉 | 後寮     | －     | 澎8-1線            | 與共線起點 |
| 白沙鄉 | 通樑     | 20.930 | 澎8-1線            | 與共線終點 |
| 白沙鄉 | 通樑     | －     | 澎8線              |            |
| 20.95  |          |        |                    |            |
| 西嶼鄉 | 橫礁     | －     | （地區道路）       |            |
| 西嶼鄉 | 合界     | 24.597 | 澎3線              | 起點       |
| 西嶼鄉 | 竹灣     | －     | 澎2線              | 終點       |
| 西嶼鄉 | 竹灣     | －     | 澎2線              |            |
| 西嶼鄉 | 大池角   | －     | 澎3線              |            |
| 西嶼鄉 | 小池角   | －     | 澎3線              | 終點       |
| 西嶼鄉 | 小池角   | 30.196 | 澎5線              | 起點       |
| 西嶼鄉 | 赤馬     | －     | （地區道路）       |            |
| 西嶼鄉 | 內垵     | －     | 澎5線              | 終點       |
| 西嶼鄉 | 外垵     | －     | 澎6線              | 起點       |
| 西嶼鄉 | 外垵     | 36.200 | （地區道路）       | 公路終點   |
| 共線   |          |        |                    |            |

## 沿線路名
- 中正路
- 樹德路
- 中華路

## 沿線設施與景點
| - 馬公第一漁港 - 衛生福利部澎湖醫院 - 澎湖天后宮 - 北甲北辰宮 - 媽宮城隍廟 - 澎湖縣馬公市中正國民小學 - 澎湖縣議會 - 澎湖縣馬公市馬公國民小學 - 國立馬公高級中學 - 澎湖縣立馬公國民中學 - 東衛水庫 - 衛生福利部澎湖醫院安宅院區 - 澎湖縣立志清國民中學 - 澎湖縣白沙鄉中屯國民小學 - 講美龍德宮 | - 澎湖縣白沙鄉講美國民小學 - 澎湖縣立鎮海國民中學 - 澎湖縣白沙鄉公所 - 澎湖縣白沙鄉赤崁國民小學 - 澎湖縣立白沙國民中學 - 澎湖縣白沙鄉後寮國民小學 - 橫礁五天宮 - 澎湖縣西嶼鄉合橫國民小學 - 合界威揚宮 - 行政院農業委員會畜產試驗所澎湖工作站 - 澎湖縣立西嶼國民中學 - 赤馬赤樊桃殿 - 澎湖縣西嶼鄉內垵國民小學 - 澎湖縣西嶼鄉外垵國民小學 |